# Lebedieve, Konotop
Lebedieve (în ucraineană Лебедєве) este un sat în comuna Krasne din raionul Konotop, regiunea Sumî, Ucraina.

## Demografie
Componența lingvistică a localității Lebedieve
     Ucraineană (99,54%)
     Alte limbi (0,46%)
Conform recensământului din 2001, majoritatea populației localității Lebedieve era vorbitoare de ucraineană (99,54%), existând în minoritate și vorbitori de alte limbi.